# Palazzo Goëss
Palazzo Goëss (Palais Goëss in tedesco) si trova in Alter Platz nel centro storico del comune austriaco di Klagenfurt am Wörthersee nel distretto di Klagenfurt-Land, in Carinzia e la sua costruzione nella forma recente risale alla prima metà del XVIII secolo.

## Storia

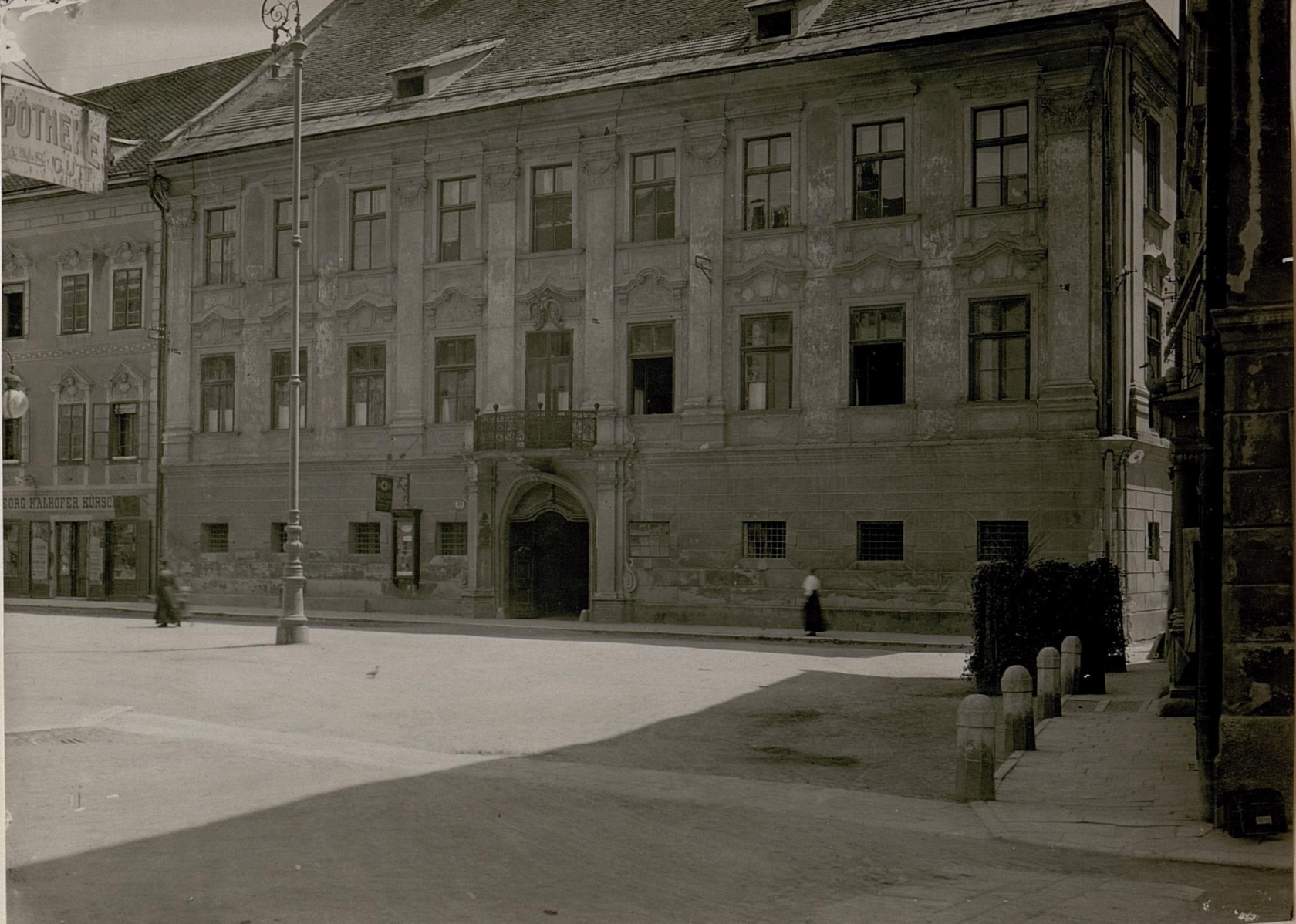
Palazzo Goëss nel 1918

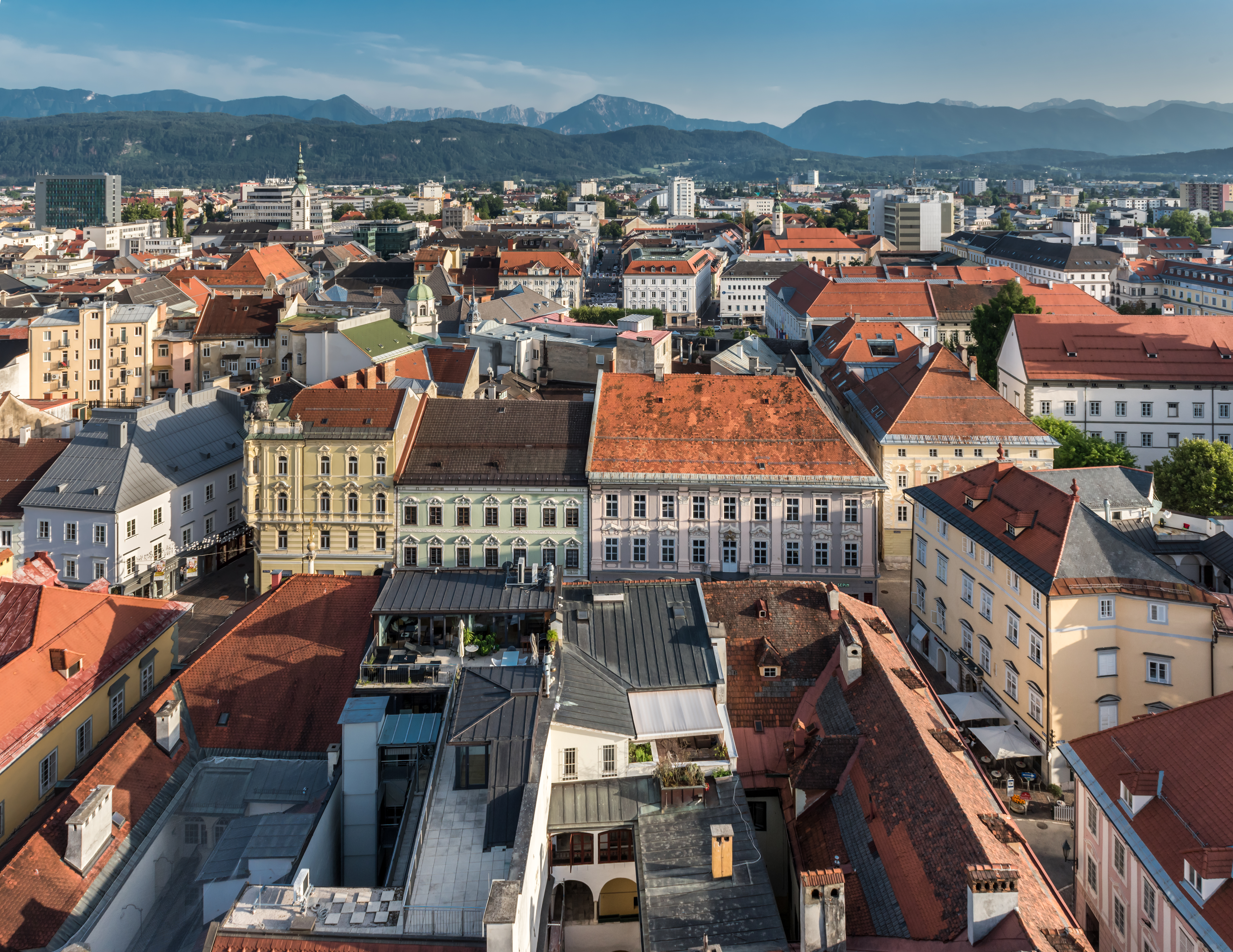
Alter Platz a Klagenfurt. Palazzo Goëss si trova al centro dell'immagine, leggermente a destra

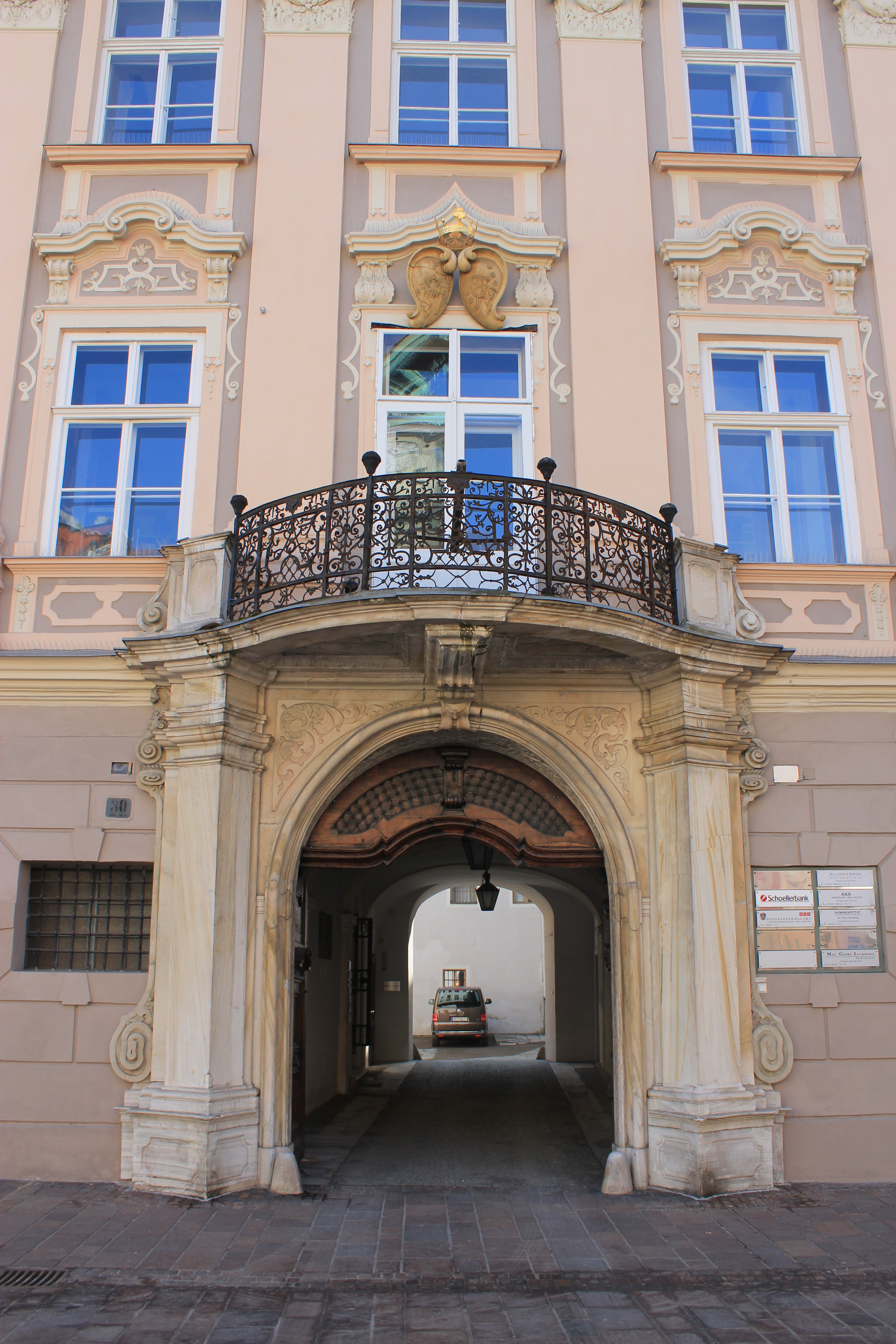
Portale in Alter Platz 30

Il palazzo è nato dall'unione di due edifici preesistenti, le case Karlsberger e Dobenig. Johannes von Goes, vescovo di Gurk, aveva già acquistato nel 1687 altri edifici nella regione e possedeva anche una delle case di Alter Platz. Nel 1734 Johann Anton von Goëss acquistò la casa vicina ed unificò anche esteticamente le facciate che in tal modo, a partire dal 1738, divennero Palais Goëss.

## Descrizione
Il palazzo si trova in Alter Platz nel centro storico del comune austriaco di Klagenfurt am Wörthersee nel distretto di Klagenfurt-Land, in Carinzia. L'edificio si affaccia indipendente in piazza vecchia e in Tabakgasse con due facciate decorate a lesene. Ha tre piani e in particolare le finestre del primo piano sono riccamente decorate. Sopra il grande portale monumentale di rappresentanza si trova il balcone con grata in ferro battuto e lo stemma della famiglia Goëss sull'asse centrale. Nel passaggio che porta al cortile interno sono murate il frammento di una citazione biblica del 1614 e un frammento di rilievo con sopra la testa di guerriero. Nel cortile è presente un corridoio sorretto da mensole in pietra con ringhiera in ferro battuto risalente al periodo della sua costruzione. Gli interni, in particolare le stanze dei due piani superiori, hanno soffitti con decorazioni a stucco, pavimenti in legno e porte intarsiate.

### Bene architettonico tutelato
In Austria il palazzo Goëss è un bene sottoposto a tutela artistica col numero 34438.